# Лысановка
Лысановка (каз. Лысанов) — село в Фёдоровском районе Костанайской области Казахстана. Входит в состав Воронежского сельского округа. Расположено примерно в 28 км к юго-востоку от районного центра, села Фёдоровка. На западе граничит с селом Придорожное. Код КАТО — 396839300.

## Население
В 1999 году население села составляло 312 человек (151 мужчина и 161 женщина). По данным переписи 2009 года, в селе проживало 227 человек (110 мужчин и 117 женщин). По данным переписи 2021 года, в селе проживало 154 человека (81 мужчина и 73 женщины).